# Sphyraena borealis
Sphyraena borealis är en fiskart som beskrevs av James Ellsworth De Kay 1842. Sphyraena borealis ingår i släktet Sphyraena och familjen Sphyraenidae. Inga underarter finns listade i Catalogue of Life.